# Holler (EP)
Holler é o segundo EP do girl group sul-coreano Girls' Generation-TTS. Foi lançado digitalmente no dia 16 de setembro de 2014 e fisicamente em 18 de setembro de 2014, através da SM Entertainment. Este mini-álbum marca o primeiro lançamento do grupo após um hiato de dois anos, quando houve o lançamento de seu EP de estreia Twinkle em 2012.

## Antecedentes e lançamento
Em junho de 2014, Tiffany, quando participou como convidada no Jessica & Krystal, revelou que TTS estava em processo de gravação de material para um novo álbum. Poucos meses depois, em 11 de setembro, a SM Entertainment anunciou que o grupo lançaria seu segundo mini-álbum, Holler, digitalmente em 16 de setembro e fisicamente em 18 de setembro. Juntamente com este anúncio, imagens promocionais do grupo, uma miscelânea de áudio selecionado bem como um vídeo teaser, pré-visualizando um clipe do vídeo musical de "Holler", também foram divulgados através de seu site oficial.
Antes do lançamento do álbum completo, a faixa do single "Whisper" foi pré-lançada antecipadamente em 13 de setembro subindo à primeira posição em diversas paradas musicais online sul-coreanas, antes de atingir um status de "all-kill". O grupo realizou sua primeira apresentação de retorno aos palcos em uma exibição no Woori Financial Art Hall do Parque Olímpico, em Seul.

## Lista de faixas
| N.º            | Título                    | Letras              | Música                                                            | Arranjo                                                           | Duração |  |
| 1.             | "Holler"                  | Mafly               | Figge Boström, Anna Engh fd Nordell                               | Figge Boström, Maria Marcus                                       | 03:06   |  |
| 2.             | "Adrenaline" (아드레날린) | Kim Min-jung, Mafly | Ina Wroldsen, Lucas Secon, Mich Hansen, Jonas Jeberg, Yoo Han-Jin | Ina Wroldsen, Lucas Secon, Mich Hansen, Jonas Jeberg, Yoo Han-Jin | 03:33   |  |
| 3.             | "Whisper" (내가 네게)     | Mafly               | Im Gwang Uk, Martin Hoberg Hedegaard, Andrew Jackson              | Im Gwang Uk, Im Chaese-op                                         | 03:39   |  |
| 4.             | "Stay"                    | Brian Kim           | Caesar & Loui, Olof Lindskog, Hayley Aitken                       | Caesar & Loui, Olof Lindskog, Hayley Aitken                       | 03:33   |  |
| 5.             | "Only U"                  | Seohyun             | Lauren Dyson, Sebastian Thott, Erik Lidbom                        | Sebastian Thott                                                   | 03:40   |  |
| 6.             | "Eyes"                    | Mafly               | Albi Albertsson, Mara Kim                                         | MUSSASHI                                                          | 02:40   |  |
| Duração total: | Duração total:            | Duração total:      | Duração total:                                                    | Duração total:                                                    | 19:48   |  |

## Histórico de lançamento
| País          | Data                   | Distribuidora                     | Formato          |
| ------------- | ---------------------- | --------------------------------- | ---------------- |
| Coreia do Sul | 16 de setembro de 2014 | SM Entertainment, KT Music        | Download digital |
| Coreia do Sul | 18 de setembro de 2014 | SM Entertainment, KT Music        | CD               |
| Mundial       | 16 de setembro de 2014 | SM Entertainment, Universal Music | Download digital |